# 캐나다 서부

캐나다 서부

캐나다 서부(Western Canada)는 캐나다 서쪽에 있는 여러 주를 가리키는 말로, 캐나다 내에서는 더 웨스트(the West)라고 부르기도 한다. 브리티시컬럼비아주, 앨버타주, 서스캐처원주, 매니토바주를 포함한다.
최근에는 일부 보수주의자들이 서부를 독립시키려는 운동이 일어나고 있다.

## 같이 보기
- 캐나다 동부